# 1984 (1984年の映画)
『1984』（原題：英語: 1984/Nineteen Eighty-Four）は、1984年制作のイギリス映画。
ジョージ・オーウェルのSFディストピア小説『1984年』の映画化作品。日本の映画館で上映された映画としては初めて、陰毛をぼかしていないヌードを含んでいた。また、リチャード・バートンの遺作となった。ユーリズミックスによるこの映画のサウンドトラックは『1984 オリジナル・サウンドトラック』として発売された。

## キャスト
※括弧内は日本語吹き替えを示す。
- ウィンストン・スミス - ジョン・ハート（富山敬）[1]
- オブライエン（英語版） - リチャード・バートン（納谷悟朗）[1]
- ジュリア（英語版） - スザンナ・ハミルトン（勝生真沙子）[1]
- チャリントン - シリル・キューザック（加藤精三）
- パーソンズ - グレゴール・フィッシャー（峰恵研）
- サイム - ジェームズ・ウォーカー（田原アルノ）
- ティロットソン - アンドリュー・ワイルド（西村知道）
- ビッグ・ブラザー - ボブ・フラッグ（石塚運昇）
- エマニュエル・ゴールドスタイン - ジョン・ボズウェル（上田敏也）

その他日本語吹き替え - 北村弘一、吉水慶、鈴木れい子、片岡富枝、竹口安芸子、峰恵研、種田文子、田原アルノ、沢木郁也、荒川太郎
初回放送 - 1989年11月29日 TBS『水曜シネマパラダイス』（深夜映画枠）。

## 製作陣
- 監督・脚本：マイケル・ラドフォード
- 製作：サイモン・ペリー（ウィキデータ）
- 製作総指揮：マーヴィン・Ｊ・ローゼンブラム
- 原作：ジョージ・オーウェル「1984年」
- 脚本補：ジョナサン・ジェムズ（英語版）（『マーズ・アタック!』）
- 撮影：ロジャー・ディーキンス（『ショーシャンクの空に』『007 スカイフォール』）
- 編集：トム・プリーストリー（英語版）（『脱出』『華麗なるギャツビー』）
- 音楽：ドミニク・マルドウニー（英語版） 作曲、ユーリズミックス 歌
- 主題歌：アニー・レノックス、デヴィッド・Ａ・スチュワート